# Sempacherlied
Sempacherlied ist der Titel von zwei Liedern, die den eidgenössischen Sieg in der Schlacht von Sempach (1386) besingen. Das ältere Lied darf als früheste Erwähnung der Tat des Arnold Winkelried gelten.

## Älteres Sempacher- oder Halbsuterlied
Das ältere Sempacherlied ist eine spätmittelalterliche Dichtung, die in verschiedenen Versionen in Schweizer Chroniken des späten 15. und 16. Jahrhunderts erhalten ist. Die älteste und kürzeste Fassung (15 Strophen) ist in der Chronik des Luzerners Melchior Russ überliefert (um 1488). Eine erweiterte Fassung (39 Strophen) findet sich in der Chronik von Werner Schodoler aus Bremgarten (entstanden zwischen 1510 und 1535). Werner Steiner gab in seiner Liederchronik zunächst die kurze Version von Russ wider, lernte nach eigenen Angaben um 1533 aber noch eine andere, längere Fassung aus Zug kennen, die er im Anhang zu seiner Liederchronik abschrieb (63 Strophen). Nochmals länger (66 Strophen) ist die Fassung des Glarner Chronisten Aegidius Tschudi (um 1563).
In der Fassung von Steiner wird in der letzten Strophe, einer Art Kolophon, erstmals Halbsuter als Dichter genannt, weswegen man das Lied auch als Halbsuterlied bezeichnet:
Halbsuter unvergessen /

also ist er genannt /

zuo Luzern ist er gesessen /

er was gar wohl erkannt /

he, er war ein bidermann /

dis Lied hat er gemachet / als ab der Schlacht er kam.
Damit wird gemeinhin jener Hans Halbsuter identifiziert, der 1435 das Luzerner Bürgerrecht erhielt und um 1480 starb, das Lied somit nicht unmittelbar nach der Schlacht gedichtet haben kann. Dass er ab der schlacht gekommen sei, wird demnach so interpretiert, dass Halbsuter das Lied unter dem Eindruck seiner Teilnahme an den Burgunderkriegen verfasst habe. Denkbar wäre auch, dass die Stelle so zu verstehen ist, dass der Dichter das Lied schrieb, als er von der Schlachtkapelle beziehungsweise von der Feier der Schlachtjahrzeit kam.
Das Halbsuterlied wurde um 1548 von Augustin Fries in Zürich erstmals gedruckt und dabei an den protestantischen Geschmack des Zürcher Publikums angepasst, indem Fries die Klage Marias durch die Klage Gottes ersetzte. Weitere Druckausgaben entstanden bei Samuel Apiarius in Bern sowie bei Hans Rudolf Wyssenbach in Zürich. Anders als bei anderen eidgenössischen Schlachtliedern gibt es zum Sempacherlied keine Tonangabe (Melodie).
Wie bei vormodernem Liedgut üblich, ist das Halbsuterlied nicht aus einem Guss, sondern stellt ein Konglomerat von Hinzufügungen dar, das sich bis zum Zeitpunkt der Drucklegung im Fluss befand. Die Forschung des 19. Jahrhunderts unternahm Versuche, das ursprüngliche, vermutlich wesentlich kürzere Lied Halbsuters zu rekonstruieren, kam aber zu keinem abschliessenden Ergebnis. In diesem Zusammenhang ist Lorenz zu erwähnen, der das Lied in vier Bestandteile auflöste. Im Urteil von Bucher (1879) ist das Halbsuterlied nicht nur das bekannteste und beliebteste, sondern auch eines der  «interessantesten seiner Art». Von Bedeutung ist das ältere Sempacherlied auch deswegen, weil in den Fassungen von Steiner, Schodoler und Tschudi die Heldentat von Winkelried erstmals erwähnt wird.

## Sempacherlied von Heinrich Bosshard
Das moderne «Sempacherlied» ist eine Dichtung von Heinrich Bosshard, datiert auf etwa 1832 oder 1836, also in die Schweizerische Regeneration. Die Melodie ist eine Komposition von Johann Ulrich Wehrli. Auch dieses Lied handelt von Winkelried. Die erste Strophe lautet:
Lasst hören aus alter Zeit

Von kühner Ahnen Heldenstreit,

Von Speerwucht und wildem Schwertkampf,

Von Schlachtstaub und heissem Blutdampf.

Wir singen heut’ ein heilig Lied,

Es gilt dem Helden Winkelried.

## Ausgaben
- Rochus von Liliencron: Die historischen Volkslieder der Deutschen vom 13. bis 16. Jahrhundert. Bd. 1, Leipzig 1865, S. 125–140.
- Ludwig Tobler: Schweizerische Volkslieder, mit Einleitung und Anmerkungen. Frauenfeld 1882, S. 15–22.
- Theodor von Liebenau: Die Schlacht bei Sempach. Gedenkbuch zur fünften Säcularfeier. Luzern 1886, S. 361–374.